# Nunca vas a estar solo
Nunca vas a estar solo es una película de ficción chilena dirigida y escrita por Álex Anwandter y producida por SAM Producciones y Araucaria Cine, estrenada el 10 de noviembre de 2016. La cinta está inspirada en el Caso Zamudio, un hecho ocurrido el año 2012 donde un joven fue atacado brutalmente en las calles de Santiago de Chile, convirtiéndose en un símbolo contra la discriminación y la violencia homofóbica en dicho país. La cinta ganó el Teddy Award en el Festival Internacional de Cine de Berlín.

## Sinopsis
Tras un violento ataque a su hijo adolescente gay, Juan (Sergio Hernández), un retraído administrador en una fábrica de maniquíes, lucha entre pagar los exorbitantes costos médicos de su hijo Pablo (Andrew Bargsted), y un último intento por convertirse en socio de su jefe. Callejones sin salida y traiciones inesperadas lo harán descubrir que el mundo que él creía conocer estaba listo para ser violento también con él. Juan ya ha cometido muchos errores, pero su hijo aún puede salvarse.

## Reparto
- Andrew Bargsted como Pablo.
- Sergio Hernández como Juan.
- Antonia Zegers como Ana.
- Camila Hirane
- Benjamín Westfall como Martín.
- Gabriela Hernández como Lucy.
- Edgardo Bruna como Bruno.
- Jaime Leiva como Félix.
- Astrid Roldán como Mari.
- Octavio Navarrete

## Caso Zamudio
El 2 de marzo de 2012, Daniel Zamudio, un joven homosexual chileno, fue atacado y torturado en el Parque San Borja de Santiago de Chile por un grupo de jóvenes que, tras varias horas de golpiza, le provocaron heridas que semanas más tarde terminaron con su vida. El ataque contra Zamudio, perpetrado por cuatro individuos presuntamente vinculados a una agrupación neonazi, causó conmoción en la sociedad chilena y abrió el debate sobre la homofobia en el país, y la falta de una ley antidiscriminación relacionada con este tipo de crímenes y otros, la que luego de su muerte fue finalmente aprobada luego de años de tramitación parlamentaria. En el año 2012 además, los padres y amigos del fallecido joven crearon la Fundación Daniel Zamudio, la que tiene por objetivo el combatir a la homofobia en todos los frentes posibles.
El 12 de julio de 2012, el presidente de Chile, Sebastián Piñera, promulgó la Ley 20609, más conocida como Ley Antidiscriminación o Ley Zamudio, una ley chilena que tiene por objetivo fundamental instaurar un mecanismo judicial que permita restablecer eficazmente el imperio del derecho toda vez que se cometa un acto de discriminación arbitraria, estableciendo un procedimiento judicial y medidas sancionatorias en caso de comisión de un acto de ese tipo.

## Premios y nominaciones
El filme ha recibido las siguientes nominaciones y galardones:
| Año  | Premio                                        | Categoría                     | Receptor       | Resultado | Ref(s) |
| ---- | --------------------------------------------- | ----------------------------- | -------------- | --------- | ------ |
| 2016 | Festival Des Images aux Mots de Toulouse      | Prix du Jury                  | Álex Anwandter | Ganador   | [ 8 ]  |
| 2016 | Festival Internacional de Cine de Berlín      | Teddy Jury Award              | Álex Anwandter | Ganador   | [ 9 ]  |
| 2016 | Festival Internacional de Cine de Guadalajara | Premio Maguey                 | Álex Anwandter | Nominado  | [ 10 ] |
| 2016 | Festival Internacional de Cine de Seattle     | Mejor Película Iberoamericana | Álex Anwandter | Ganador   | [ 11 ] |
| 2016 | Santiago Festival Internacional de Cine       | Premio del Público            | Álex Anwandter | Ganador   | [ 12 ] |
| 2016 | LesGaiCineMad                                 | Mejor director                | Álex Anwandter | Ganador   | [ 13 ] |